# 小行星9227
小行星9227（9227 Ashida）是一颗绕太阳运转的小行星，为主小行星带小行星。该小行星于1996年1月19日发现。

## 轨道参数
小行星9227的轨道半长轴为460 353 862 km，3.0772317 UA，离心率为0.035。